# Artaserse (nome)
Artaserse  è un nome proprio di persona italiano maschile.

## Varianti in altre lingue
- Bulgaro: Артаксеркс (Artakserks)
- Catalano: Artaxerxes
- Ceco: Artaxerxés
- Croato: Artakserkso
- Esperanto: Artakserkso
- Francese: Artaxerxès
- Greco antico: Ἀρταξέρξης (Artaxerxes)[2][4]
- Greco moderno: Αρταξέρξης (Artaxerxīs)
- Inglese: Artaxerxes[4]
- Latino: Artaxerxes[1][2]
- Persiano: اردشیر (Ardashir, Ardeshir)[4]
- Persiano antico: 𐎠𐎼𐎫𐎧𐏁𐏂𐎠 (Artaxšaça)[5], Artakhshathra[4]
- Polacco: Artakserkses
- Portoghese: Artaxerxes
- Russo: Артаксеркс (Artakserks)
- Serbo: Артаксеркс (Artakserks)
- Spagnolo: Artajerjes
- Ucraino: Артаксеркс (Artakserks)
- Ungherese: Artaxerxész, Artakhsaszjá

## Origine e diffusione
Deriva da Ἀρταξέρξης (Artaxerxes), la forma ellenizzata del nome persiano antico 𐎠𐎼𐎫𐎧𐏁𐏂𐎠 (Artaxšaça); è composto dagli elementi arta ("giustizia") e xšaca ("regno", da cui anche il nome Serse), e il suo significato è interpretabile come "che ha un regno di giustizia", "colui che regna con giustizia", "governatore giusto" o "il suo potere è la legge". Erodoto sosteneva invece che il significato del nome fosse "grande guerriero", e altre interpretazioni ancora lo intendono come "colui che viene dopo Serse".
Il nome venne portato da svariati sovrani persiani, appartenenti alla dinastia achemenide e a quella sasanide, in particolare Artaserse II, firmatario della Pace del Re, e Ardashir I, fondatore dell'impero sasanide. In Italia il nome è stato ripreso durante il Rinascimento, ma la sua diffusione è scarsissima.

## Onomastico
Il nome è adespota, non essendo portato da alcun santo, quindi l'onomastico ricade il 1º novembre, giorno di Ognissanti.

## Persone

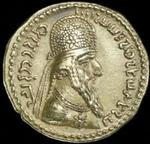
Ardashir I

- Artaserse I di Persia, Gran Re di Persia
- Artaserse II di Persia, Gran Re di Persia
- Artaserse III di Persia, Gran Re di Persia
- Artaserse IV di Persia, Gran Re di Persia e d'Egitto

### Variante Ardashir
- Ardashir I, fondatore della dinastia sasanide
- Ardashir II, Imperatore di Persia
- Ardashir III, re di Persia